# Bernard Rajzman
Bernard Rajzman (* 25. April 1957 in Rio de Janeiro) ist ein brasilianischer Sportfunktionär und ehemaliger Volleyballspieler.

## Werdegang

### Sportliche Karriere

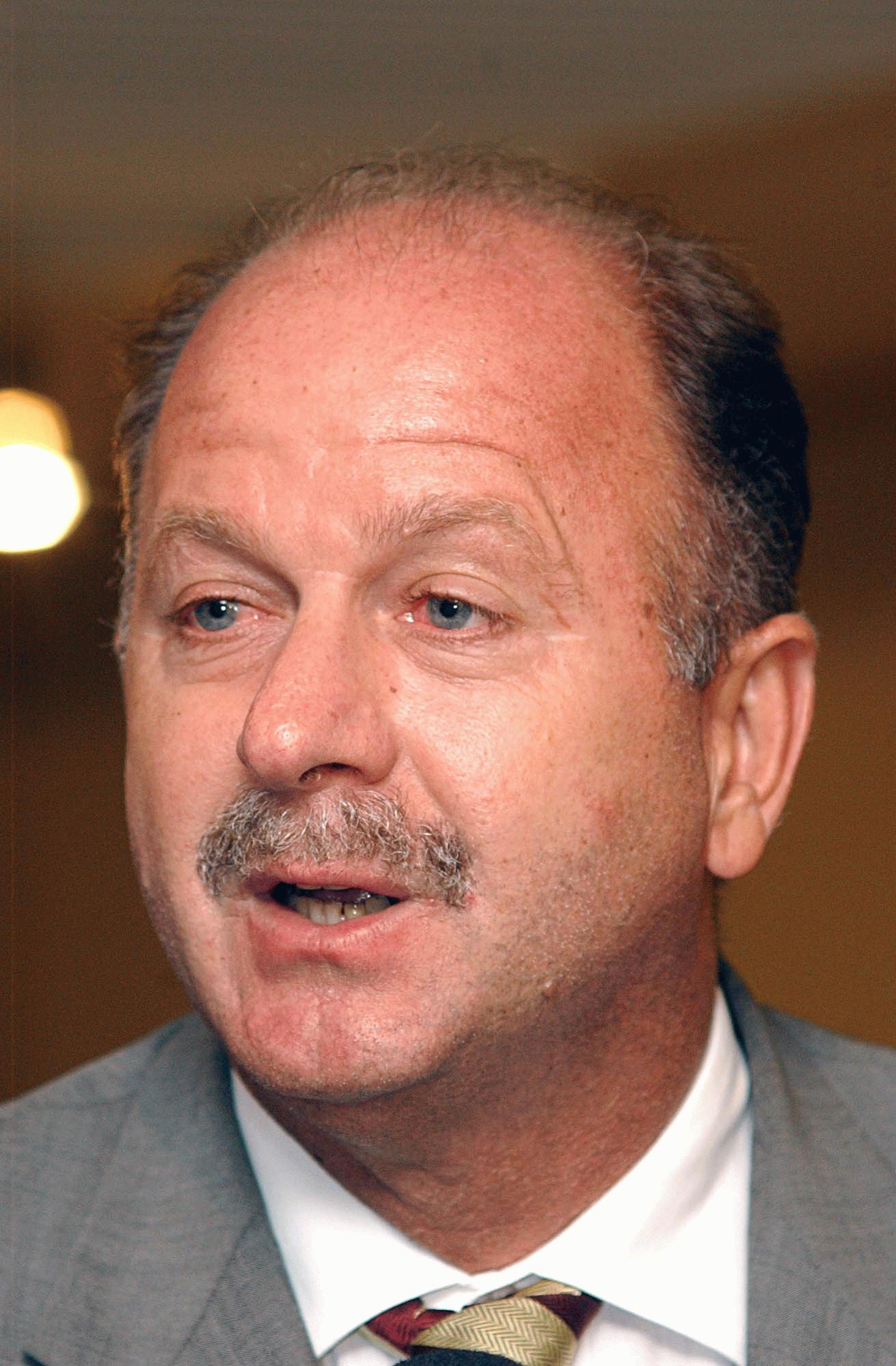
Bernard Rajzman (2003)

Rajzman begann im Alter von elf Jahren beim Verein Fluminense Basketball zu spielen. Aufgrund seiner relativ geringen Körpergröße wechselte er zum Volleyball. Mit 17 Jahren stand er erstmals im Aufgebot der brasilianischen Nationalmannschaft. Mit ihr nahm er an drei Olympischen Spielen teil. Größter Erfolg war der Gewinn der Silbermedaille bei den Sommerspielen 1984 in Los Angeles.
Er gewann zudem sieben Mal die Südamerikameisterschaft, die Goldmedaille bei den Panamerikanischen Spielen 1983, Silber bei der Weltmeisterschaft 1982 und Bronze beim Volleyball World Cup 1981.
Am 27. Oktober 2005 wurde er als erster Brasilianer in die Volleyball Hall of Fame aufgenommen.

### Sportpolitik
Nach Beendigung seiner sportlichen Laufbahn wechselte er in die Politik. Er war Nationaler Sekretär für Sport in der Regierung Collor und ab 1994 Abgeordneter des Partido Progressista Brasileiro (PPB) in der Assembléia Legislativa do Rio de Janeiro, dann wechselte er zur Partei Partido da Social Democracia Brasileira (PSDB).
Rajzman ist Mitglied des Comitê Olímpico Brasileiro (COB) und Präsident der Comissão Nacional de Atletas. Seit Oktober 2013 ist er Mitglied im Internationalen Olympischen Komitee (IOC).
Er ist Vater des Surfers Phil Rajzman.